# Maggie De Block

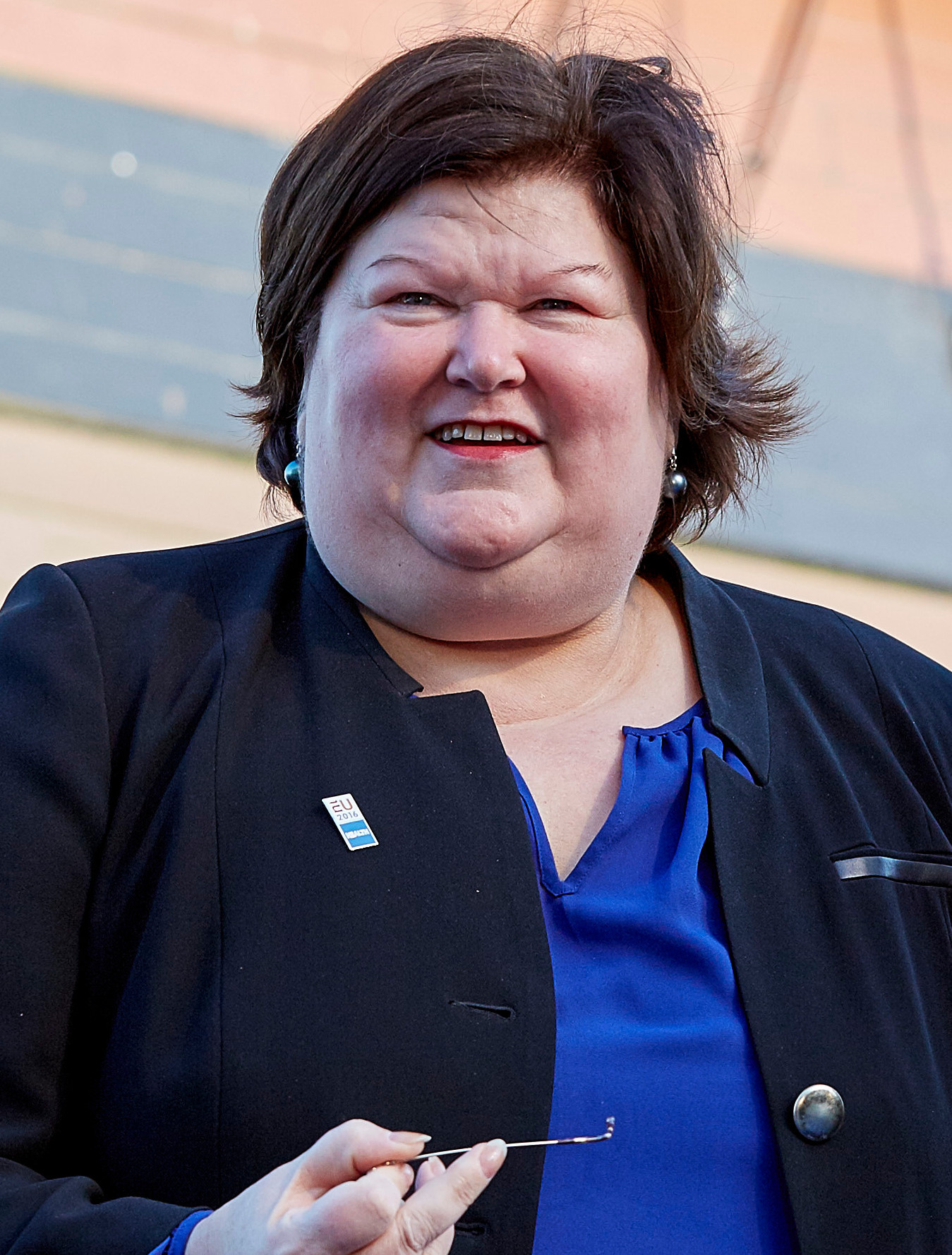
Maggie De Block (2016)

Maggie Celine Louise De Block (* 28. April 1962 in Merchtem) ist eine belgische Allgemeinmedizinerin und Politikerin der Open Vlaamse Liberalen en Democraten (Open VLD). Sie war von Oktober 2014 bis 30. September 2020 Ministerin für Gesundheit und Soziales in der föderalen Regierung. De Block ist zudem seit 1999 Mitglied der föderalen Abgeordnetenkammer. Seit 2020 ist sie Fraktionsvorsitzende ihrer Partei in der Abgeordnetenkammer.

## Leben
Maggie De Block erlangte größere Bekanntheit in ihrer Zeit als föderale Staatssekretärin für Asylpolitik, Immigration und soziale Integration in der Regierung Di Rupo (2011 bis 2014). Am 25. Juli 2014 übernahm sie das Amt der föderalen Justizministerin von Annemie Turtelboom (Open VLD), die ihrerseits in die flämische Regierung wechselte.
Wurde sie nach ihrer Ernennung in der Föderalregierung aufgrund ihres Übergewichts teilweise verspottet, war Maggie De Block 2013 laut Umfragen eine der beliebtesten Politiker Flanderns und genießt auch im französischsprachigen Teil Belgiens Sympathien.
Nach den Föderalwahlen vom 25. Mai 2014, bei der sie wieder in die Abgeordnetenkammer gewählt wurde, erhielt De Block in der Föderalregierung unter Premierminister Charles Michel (MR) die Ressorts Gesundheitswesen und Soziale Angelegenheiten. 2020 schied sie aus ihrem Amt als Gesundheitsministerin aus.
Des Weiteren ist De Block seit 2012 Vizepräsidentin der Open VLD.

## Übersicht der politischen Ämter
- seit 1999: Mitglied der föderalen Abgeordnetenkammer (teilweise verhindert)
- 2011–2014: Föderale Staatssekretärin für Asylpolitik, Immigration und soziale Integration in der Regierung Di Rupo
- 2014: Föderale Justizministerin in der Regierung Di Rupo
- 2014–2018: Föderale Ministerin für Soziales und Gesundheit in der Regierung Regierung Michel I
- 2018–2019: Föderale Ministerin für Soziales, Gesundheit, Asyl und Migration in der Regierung Regierung Michel II
- 2019–2020: Föderale Ministerin für Soziales, Gesundheit, Asyl und Migration in der Regierung Regierung Wilmès I
- 2020: Föderale Ministerin für Soziales, Gesundheit, Asyl und Migration in der Regierung Regierung Wilmès II